# Arqueologia de aviação
A arqueologia de aviação é uma subdisciplina reconhecida dentro da arqueologia e da arqueologia subaquática. É uma atividade praticada por entusiastas e acadêmicos em busca de encontrar, documentar, recuperar e preservar locais importantes na história da aviação. Na maior parte, esses locais são locais de destroços e acidentes de aeronaves, mas também incluem estruturas e instalações relacionadas à aviação. Também é conhecido em alguns círculos e dependendo da perspectiva dos envolvidos como arqueologia de aeronaves ou arqueologia aeroespacial e também tem sido descrito variadamente como busca por colisões, recuperação de aeronaves subaquáticas, perseguição de naufrágios ou naufrágios.[carece de fontes?]

## História da arqueologia da aviação e questões atuais
A atividade remonta ao pós-Segunda Guerra Mundial na Europa, quando, após o conflito, numerosos destroços de aeronaves encheram o campo. Muitas vezes, os memoriais aos envolvidos nos acidentes foram montados por indivíduos, famílias, proprietários de terras ou comunidades.
Os sites de falhas variam em tamanho e conteúdo; alguns podem ter fuselagens, motores e milhares de peças e detritos. Outros locais, como em acidentes civis/comerciais, a Federal Aviation Administration e o National Transportation Safety Board (NTSB) terão quase todas as aeronaves e destroços removidos; o que torna a arqueologia da aviação mais desafiadora. Restos de locais de queda de aeronaves militares também podem ser removidos por vários grupos de restauração de aeronaves, especialmente se a aeronave for encontrada praticamente intacta. Em geral, os acidentes de aeronaves mais recentes (desde a década de 1980) são totalmente removidos, devido às regulamentações ambientais, deixando muito pouco que indique a existência de um naufrágio.
Por exemplo, os acidentes militares no Arizona têm origem em numerosas bases aéreas, passadas e presentes. Por causa do clima quente e ensolarado, grande parte do treinamento de voo das Forças Aéreas do Exército dos EUA foi localizado no estado, durante e após a Segunda Guerra Mundial. Inúmeras bases aéreas pontilhavam os estados – criando condições para numerosos acidentes de treinamento. Antigos campos auxiliares abandonados do US Army Air Corp e aqueles convertidos em aeroportos municipais fornecem sítios arqueológicos para ser pesquisado e investigado.
Manter um registro do local do acidente, como fotografias, mapas, diários, registros e todos os registros de terreno e clima são essenciais, por exemplo, Glenwood Springs, Colorado, B-17 local do acidente ou Tells Peak, CA, local do acidente do B-17.
A internet é um meio ideal para compartilhar, registrar, educar e promover a arqueologia da aviação como hobby, bem como projetos de pesquisa para grupos históricos da aviação locais e estaduais. Para identificar o tipo de aeronave e fabricante por números de peça e selos de inspeção de fabricação podem ser analisados. Desde dados e mapas GPS detalhados até a pesquisa de informações de relatórios de acidentes, vários recursos ajudam a criar uma imagem completa do evento histórico. Relatórios de acidentes, como o Relatório oficial de acidentes da Força Aérea dos EUA O Formulário 14 torna-se a base da pesquisa arqueológica. A partir daí, artigos de jornais, registros de funcionários do condado, relatórios de xerifes e legistas e registros de bibliotecas ajudam um arqueólogo da aviação em suas pesquisas.

## Leis e regulamentos de proteção

### Estados Unidos
A proteção legal dos locais de naufrágios de aeronaves é altamente variável. Em termos de proteção pela propriedade de aeronaves, os U.S. Navy mantém a propriedade indefinida de todas as aeronaves navais, incluindo locais de naufrágios terrestres ou submersos. O U.S. Air Force não tem políticas relativas a perturbação de locais de naufrágios de aeronaves antigas, a menos que restos humanos ou armas permaneçam não recuperados no local.
Para aeronaves antigas, incluindo aeronaves militares antigas, que geralmente são consideradas abandonadas quando naufragadas, o local do naufrágio e todo o conteúdo associado estão sujeitos às leis de proteção do terreno onde repousa. A linguagem das leis de proteção do património cultural não é específica da aviação, pelo que todas as leis de proteção relativas a locais de aviação são baseadas na interpretação. A maioria das leis federais e estaduais são, no entanto, explícitas ao descrever os recursos culturais como 'objetos, locais ou outros, de valor histórico' ou 'história militar ou social' e consideram o limite de tempo superior a cinquenta anos.
Se um acidente de aeronave tiver mais de cinquenta anos, o que inclui todos os locais de naufrágios de aviação da Segunda Guerra Mundial, e caiu no que atualmente é terras federais, os locais são automaticamente protegidos pela Lei 36CFR2.1 do Serviço de Parques Nacionais contra perturbação de qualquer tipo sem autorização. Locais de aviação, por exemplo, um hangar antigo em um aeroporto ou um local de naufrágio no caminho de uma rodovia proposta, também estão imediatamente sujeitos à revisão da Seção 106 se forem perturbados por um projeto que exija um governo federal autorizar ou utilizar recursos federais. Na maioria dos casos, o Escritório do Estado de Preservação Histórica determinará se um sítio de aviação é ou não elegível para registro.
O Registro Nacional considera locais de naufrágios de aviação como “qualquer aeronave que tenha caído, abandonado, danificado, encalhado ou abandonado”. Ele também designa os termos de proteção para locais históricos da aviação, incluindo aeródromos ou locais de instalações abandonados, locais de testes ou experimentais, terminais aéreos terrestres ou aquáticos, ou faróis de vias aéreas e auxílios à navegação.
As leis estaduais de proteção de terras variam amplamente em todo o país, mas a linguagem que descreve um recurso histórico é a mesma das leis federais. Portanto, as propriedades da aviação e os destroços de aeronaves em terras do estado podem ser protegidos sob várias leis ambientais, de recursos públicos e de propriedade histórica, conforme descrito por estado para a proteção de recursos arqueológicos e históricos.
Qualquer pesquisa arqueológica, escavação, ou atividade que perturbe restos de naufrágios ou propriedade da aviação pode, em alguns casos, ser permitida em terras federais e estaduais sob um processo de licenciamento através da entidade reguladora .
Se um acidente de aeronave, ou os restos de qualquer propriedade da aviação, estiver localizado em terreno privado, não será automaticamente protegido por qualquer lei federal, estadual ou local e qualquer trabalho de levantamento ou escavação deverá ser permitido pelo proprietário do terreno.
De acordo com a 'Sunken Military Craft Act' (SMCA) de 2004, é ilegal perturbar, remover ou ferir os locais dos destroços ou conteúdos associados da Marinha ou qualquer aeronave militar submersa. A lei identifica embarcações militares como incluindo qualquer aeronave militar afundada ou espaçonave militar que pertencia ou era operada por um governo quando afundou e inclui o conteúdo associado. Devido à retenção da propriedade de todas as embarcações militares pela Marinha dos EUA, a lei se aplica a qualquer aeronave da Marinha dos EUA, mesmo que esteja em águas territoriais internacionais ou de outro país. A lei também se aplica a qualquer embarcação militar estrangeira em águas territoriais dos EUA. Pessoas que desejam realizar exploração arqueológica ou de pesquisa de qualquer aeronave militar submersa podem solicitar uma licença ao Comando de História e Patrimônio Naval do Setor de Arqueologia Subaquática. O Corpo de Fuzileiros Navais dos EUA e a Guarda Costeira dos EUA têm políticas e requisitos de permissão semelhantes aos da Marinha.
A SMCA inclui penalidades associadas a quaisquer perturbações não autorizadas de embarcações militares afundadas como multa e responsabilidade pelos custos razoáveis incorridos na recuperação de informações arqueológicas ou culturais, armazenamento, restauração, cuidado, manutenção e conservação.
Como parte dos regulamentos aéreos federais, o NTSB Part 830 protege qualquer aeronave cuja causa do acidente esteja sob investigação. Os funcionários do NTSB apreenderão rotineiramente partes de aeronaves destruídas para análise mais aprofundada. Na maioria das vezes, após a conclusão do estudo, os destroços sequestrados são devolvidos à representação dos proprietários – na maioria das vezes, à seguradora da aeronave. No entanto, exemplos como os destroços reconstruídos do voo 800 da TWA são mantidos perpetuamente pelo NTSB para educar o público e futuros investigadores sobre o papel do NTSB na segurança do transporte.

### Reino Unido
As leis no Reino Unido cobrem que os restos mortais de todas as aeronaves que caíram durante o serviço militar (terrestre ou marítimo) são protegidos pela Lei de Proteção de Restos Militares de 1986. Esta lei define um crime de adulteração, dano, movimentação ou desenterramento de restos de aeronave. Aplicam-se exceções aos titulares de licenças, que podem ser emitidas pelo Secretário de Estado, autorizando a realização de procedimentos específicos.
Para o aquarista que busca naufrágios, existe um órgão autorregulador, o Conselho Arqueológico de Aviação Britânico | British Aviation Archaeological Council(BAAC), que define padrões éticos de comportamento, coordena atividades e fornece um fórum de discussão para seus grupos membros . Nem todos os grupos activos no Reino Unido são membros desta organização.

## Tipos de sítios arqueológicos de aviação

### Locais terrestres
Os locais históricos da aviação em terra que podem ser sujeitos a pesquisas arqueológicas ou escavações podem incluir aeroportos (que podem conter hangares, terminais, outras instalações, etc.), locais de acidentes, monumentos ou mesmo propriedades associadas a pessoas ou eventos importantes na história da aviação.
Alguns exemplos de sítios arqueológicos potenciais e atuais:

#### Locais de queda de aeronaves
O local da queda do Loon Lake B-23 Dragon na Floresta Nacional de Payette, Idaho, é um exemplo notavelmente intacto de um acidente de aeronave. A tripulação sobreviveu e foi resgatada, e alguns aviônicos retirados do local, sendo atualmente objeto de ensino de campo de arqueologia aeronáutica em vários anos.

#### Aeródromos abandonados
Aeródromos abandonados podem fornecer muitas informações históricas sobre a aviação e indústrias relacionadas. De aeródromos civis a aeródromos militares, os arqueólogos da aviação podem encontrar, descobrir e recuperar uma variedade de artefatos, apenas para citar alguns: peças de aeronaves com números de série, peças de equipamentos, asfalto ou material de pista, variedade de contaminação, estruturas e fundações, negócios e economia, até mudanças comunitárias e culturais. Com o fechamento de uma base aérea militar, o sistema viário e as pistas tornam-se uma expansão local das ruas e dos negócios da cidade; um exemplo é a conversão comunitária da Base da Força Aérea de Lowry em um ambiente residencial, comercial e educacional local. Outras bases, como a Base Aérea Auxiliar do Exército de Arlington voltaram à agricultura e pecuária.
Em 1990, 1994 e 1998, arqueólogos investigaram, usando estudos de sensoriamento remoto aerotransportado e escavações limitadas, um hangar antigo do local Campo de Voo Huffman Prairie na Base Aérea de Wright-Patterson, Ohio. As investigações foram “projetadas para fornecer as informações necessárias para o gerenciamento do local pela Base Aérea de Wright-Patterson e pelo Parque Histórico Nacional do Patrimônio da Aviação de Dayton do Serviço de Parques Nacionais. As investigações geofísicas e de sensoriamento remoto revelaram anomalias magnéticas, eletromagnéticas e de radar de penetração no solo e imagens térmicas infravermelhas associadas à estrutura do hangar. As escavações arqueológicas localizaram um poste de madeira in situ, características de postes e artefatos que representam restos arqueológicos do hangar real”. Campo de Voo Huffman Prairie está listado no Registro Nacional de Histórico Lugares.
Outro exemplo é o Hamilton Army Airfield em Novato, Califórnia. Esteve em uso de 1929 a 1976. Acabou sendo entregue à cidade de Novato para desenvolvimento habitacional. A pista também faz parte do esforço de restauração de zonas úmidas das marés atualmente em andamento pelos U.S. Corpo de Engenheiros do Exército, California Coastal Conservancy e a Comissão de Conservação e Desenvolvimento da Baía de São Francisco.

#### Silos e locais de mísseis abandonados
Califórnia tem locais de lançamento de mísseis abandonados pelo Exército dos EUA. A pesquisa arqueológica inclui esses locais em todos os Estados Unidos. Explorar e caminhar em torno de  silos e locais abandonados pode constituir invasão, além de ser perigoso. A permissão dos atuais proprietários da terra ou zeladores é imprescindível. Pesquisas e investigações formais no local contribuem para o registro histórico da Guerra Fria. Um desses sites é o Minuteman Missile National Historic Site.
Na Área de Recreação Nacional Golden Gate há uma base Nike Missile desativada da era da Guerra Fria, Nike Missile Site SF-88. Em 1954, estava armado com mísseis Nike Ajax. Em 1958, foi convertido em mísseis nucleares Nike Hercules. Depois de ser fechado em 1974, foi entregue ao National Park Service e aberto ao público regularmente. 

### Locais de acidentes subaquáticos
Um  B-29 "Superfortress" Serial No. 45-21847 abandonado em Lake Mead em 1949. Esta aeronave em particular está listada no Registro Nacional sob o Critério C como um exemplo de um tipo significativo de construção de aeronave e sob o Critério D por ter potencial para produzir informações importantes.
Os restos do USS Macon Airship e seus F9C Sparrowhawks associados estão localizados a cerca de 1.500 pés no Santuário Marinho Nacional da Baía de Monterey . A Administração Nacional Oceânica e Atmosférica (NOAA) realizou expedições de pesquisa ao local, criando fotomosaicos para rastrear a deterioração. O local do naufrágio está listado no Registro Nacional.

## Levantamento e recuperação subaquática
A busca e recuperação subaquática é um aspecto complexo da arqueologia da aviação. A equipe de mergulho e recuperação precisa fazer extensa pesquisa e planejamento antes de qualquer recuperação ser realizada. O local da aeronave pode ser deixado como memorial e não recuperado. Uma vez localizada uma aeronave, uma pesquisa subaquática é realizada antes do início das operações de recuperação. Muitas tarefas são estabelecidas e a pesquisa é um processo longo que exige a revisão detalhada de inúmeras e diversas fontes de informação. As complexidades incluem muita preparação, treinamento extensivo, planejamento preciso e equipamento e coordenação muito técnicos. A conservação muitas vezes tem se mostrado muito difícil

### Austrália
O foco australiano tem sido a arqueologia da aviação subaquática, em parte como resultado do interesse do número relativamente grande de arqueólogos marítimos e conservadores de naufrágios na área. Isto resultou em numerosos estudos e relatórios, incluindo algumas fertilizações cruzadas ou ideias, teorias e técnicas com profissionais de outras partes do mundo, com uma forte ênfase no envolvimento dos conservadores. A arqueologia da aviação subaquática começou na Austrália nos destroços do Dornier, Catalina e Sunderland Flying Barcos destruídos por combatentes japoneses em Broome na Segunda Guerra Mundial. Eles ficam tanto na zona entremarés quanto em águas mais profundas. O estudo continuou em Darwin, no Território do Norte, com pesquisa e trabalho de campo em sua série de naufrágios submersos do PBY Catalina, Posteriormente, o estudo se espalhou para outras regiões da Austrália, em parte como resultado do interesse da Flinders University e seu corpo discente de pós-graduação. Embora as aeronaves militares permaneçam propriedade de seus respectivos governos, a menos que sejam delegadas a terceiros, os destroços de aeronaves submersas (como os destroços de Broome, na Austrália Ocidental), provaram ser bastante difíceis de proteger contra recuperações não autorizadas e saque. Aqueles em Broome estão agora protegidos pelas disposições da Lei do Patrimônio da Austrália Ocidental de 1990.

## Como profissão
Na América, arqueólogos da aviação, com formação cruzada em outras áreas de estudo, são encontrados a serviço do Joint POW/MIA Accounting Command (JPAC), viajando para antigas zonas de guerra em todo o mundo, para procurar os restos mortais de militares americanos. e mulheres que foram perdidas. Muitas dessas perdas envolvem acidentes com aeronaves em áreas remotas e de difícil acesso. Um grupo de voluntários, sob a bandeira de " Projeto BentProp", perseguiu locais de naufrágios militares americanos e permanece sem perturbá-los; suas conclusões são encaminhadas ao JPAC. Na Austrália e em algumas outras partes do mundo, onde há restos humanos envolvidos, tem havido uma tendência para as forças armadas garantirem os serviços de antropólogos forenses e investigadores de acidentes.
Arqueólogos profissionais da aviação também podem estar envolvidos na recuperação de exemplos quase completos de aeronaves destruídas ou abandonadas com fins lucrativos. Os clientes desses profissionais vão desde particulares e museus de aviação até órgãos governamentais. Freqüentemente, essas aeronaves estão em áreas remotas, o que ajuda na preservação de destroços. Exemplos incluem Glacier Girl, um Lockheed P-38 Lightning que foi recuperado com sucesso abaixo da calota de gelo da Groenlândia e restaurado para  condição de aeronavegabilidade, e Kee Bird, um Boeing B-29 Superfortress também abandonado na calota de gelo da Groenlândia, mas severamente danificado pelos esforços de recuperação.

## Leitura complementar
- Daly, Lisa M. (abril de 2015). Aviation Archaeology of World War II Gander: An Examination of Military and Civilian Life at the Newfoundland Airport (PhD). Memorial University of Newfoundland. Consultado em 29 de junho de 2020
- Freeze, Christopher (2005). The Wreck Chaser's Bible. [S.l.]: Check-Six. p. 2 vols. ISBN 0-9765562-1-9
- Gero, David (1999). Military Aviation Disasters-Significant Losses Since 1908. [S.l.]: Patrick Stephens Limited, Haynes Publishing, UK. ISBN 1-85260-574-X Verifique o valor de |url-access=registration (ajuda)
- Jung, Silvano (2001). Wings Beneath the Sea: the aviation archaeology of Catalina Flying Boats in Darwin Harbour, Northern Territory. Unpublished Master of Arts thesis, Northern Territory University (now Charles Darwin University), Darwin, Northern Territory, Australia.
- McNab, Chris (2005). The World's Worst Military Disasters: Chronicling the Greatest Battlefield Catastrophes of All Time. New York: Barnes & Noble Books. ISBN 0-7607-7090-5
- Merlin, Peter W. & Moore, Tony (2008). X-Plane Crashes: Exploring Experimental, Rocket Plane, and Spycraft Incidents, Accidents and Crash Sites; Specialty Press, North Branch, Minnesota. ISBN 1-58007-121-X
- Mireles, Anthony J. (2005). Fatal Army Air Forces Aviation Accidents in the United States, 1941–1945. [S.l.]: McFarland & Co. Inc., Jefferson, NC. ISBN 0-7864-2106-1
- Veronico, Nicholas A. (2013). Hidden Warbirds: The Epic Stories of Finding, Recovering, and Rebuilding WWII's Lost Aircraft. [S.l.]: Zenith Press, Minneapolis, Mn. ISBN 978-0760344095
- Veronico, Nicholas A., Ed Davies, et al. Wreckchasing: A Guide to Finding Aircraft Crash Sites; Pacific Aero Press, Castro Valley, Calif., 1993. ISBN 0-9636332-0-1
- Veronico, Nicholas A., Ed Davies, Michael B. McComb, Donald B. McComb. Wreckchasing 2: Commercial Aircraft Crashes and Crash Sites; World Transport Press, Miami, Fla. 1996. ISBN 0-9626730-3-X
- Pritzker Military Library Webcast Panel from December 4, 2012, on the ongoing efforts to recover and preserve aircraft lost in Lake Michigan during carrier qualifications in World War II